# ホセイン・タバコリ
ホセイン・タバコリ (ペルシア語:  حسین توکلی、ラテン表記:Hossein Tavakkoli、1978年1月10日 - ) は、イランの男子重量挙げ選手。2000年シドニーオリンピックの105キロ級重量挙げの金メダリスト。マーザンダラーン州のマフムーダーバード出身。

## 統計

### 体のサイズ
(2000夏季オリンピック)
- 身長1.80 cm
- 体重105 kg